# Pingasa ultrata
Pingasa ultrata là một loài bướm đêm trong họ Geometridae.